# Tamás Leisztinger
Tamás Leisztinger (maďarsky Leisztinger Tamás; * 21. června 1968, Budapest) je maďarský fyzik, miliardář a podnikatel s vazbami na Maďarskou socialistickou stranu (MSZP). Magazín Forbes jej v roce 2023 s majetkem v hodnotě 147 miliard forintů zařadil na 11. místo v žebříčku 100 nejbohatších Maďarů. A podle Barometru vlivu (tzv. Befolyás-barométer) byl ve stejném roce na 40. místě v seznamu nejvlivnějších osob v maďarském veřejném životě.

## Biografie
Narodil se v roce 1968 v budapešťské čtvrti Terézváros. jeho otec byl elektrotechnik a matka zubařka. Během středoškolských studií dosahoval úspěchů v matematických a fyzikálních soutěžích. Absolvoval studium na Přírodovědecké fakultě Univerzity Loránda Eötvöse (ELTE). Během vysoké školy si přivydělával jako taxikář.
Je majitelem firmy Proton Trade Zrt.. Patří mu kupříkladu letiště ve městě Mezőkövesd (Mezőkövesdi repülőtér), nebo levicový deník Népszava, který je vázaný na Maďarskou socialistickou stranu (MSZP). V roce 2023 mělo jeho podnikatelské impérium zisk před započtením úroků, daní a odpisů ve výši 17 miliard forintů.

## Soukromý život
Je otcem celkem šesti dětí. Jeho bývalou partnerkou je levicová politička Kata Tüttő z Maďarské socialistické strany (MSZP), se kterou má dvě děti.
Ve volném čase se věnuje hře šachy, mezi lety 1998 a 2005 byl předsedou Maďarské šachové unie (Magyar Sakkszövetség).
Má přátelský vztah s bankéřem, milionářem a podnikatelem Sándorem Csányim.